# Bob Behnken
Robert Louis "Bob" Behnken, född 28 juli 1970 i Creve Coeur, Missouri, är en amerikansk astronaut uttagen i astronautgrupp 18 den 27 juli 2000.
Han är gift med astronauten K. Megan McArthur, de har en son tillsammans.
I augusti 2018 meddelade NASA att Behnken och Doug Hurley skulle komma att genomföra den första bemannande flygningen (kallad SpX-DM2) av en av Spacexs Dragon 2 farkoster. Uppskjutningen genomfördes den 30 maj 2020. Rymdskeppet dockade med den internationella rymdstationen den 31 maj.

## Rymdfärder
- Endeavour - STS-123
- Endeavour - STS-130
- SpaceX Demo-2 - SpX-DM2

## Rymdfärdsstatistik
| Färd                | Datum                   | Tid         | EVA      |
| ------------------- | ----------------------- | ----------- | -------- |
| Endeavour - STS-123 | 11 - 27 mars 2008       | 378:11:00   | 19:19:00 |
| Endeavour - STS-130 | 8 - 22 februari 2010    | 330:06:00   | 18:14:00 |
| Endeavour - SpX-DM2 | 30 maj - 2 augusti 2020 | 1 535:25:00 | 23:37:00 |
| Totalt              | Totalt                  | 2 243:42:00 | 61:10:00 |